# Raiffeisenbank Schwabmünchen-Stauden
Die Raiffeisenbank Schwabmünchen-Stauden eG ist eine deutsche Genossenschaftsbank mit Sitz in der bayerischen Stadt Schwabmünchen im Landkreis Augsburg.

## Geschichte
Die heutige Raiffeisenbank Schwabmünchen-Stauden eG entstand im Jahr 2022 aus der Fusion der Raiffeisenbank Schwabmünchen mit der Raiffeisenbank Stauden eG mit dem Sitz in Fischach.

### Raiffeisenbank Schwabmünchen eG
Die ehemalige Raiffeisenbank Schwabmünchen eG wurde am 23. Februar 1924 in Schwabmünchen gegründet. Im Jahr 1981 erfolgte die Fusion der Raiffeisenbank Graben eG mit dem Sitz in Graben mit der Raiffeisenbank Schwabmünchen eG und im Jahr 1993 wurde noch mit der Raiffeisenbank Untermeitingen eG in Untermeitingen fusioniert. Die ehemalige Raiffeisenkasse Untermeitingen eGmbH fusionierte zuvor im Jahr 1970 mit der Raiffeisenkasse Obermeitingen eGmbH mit dem Sitz in Obermeitingen.

### Raiffeisenbank Stauden eG

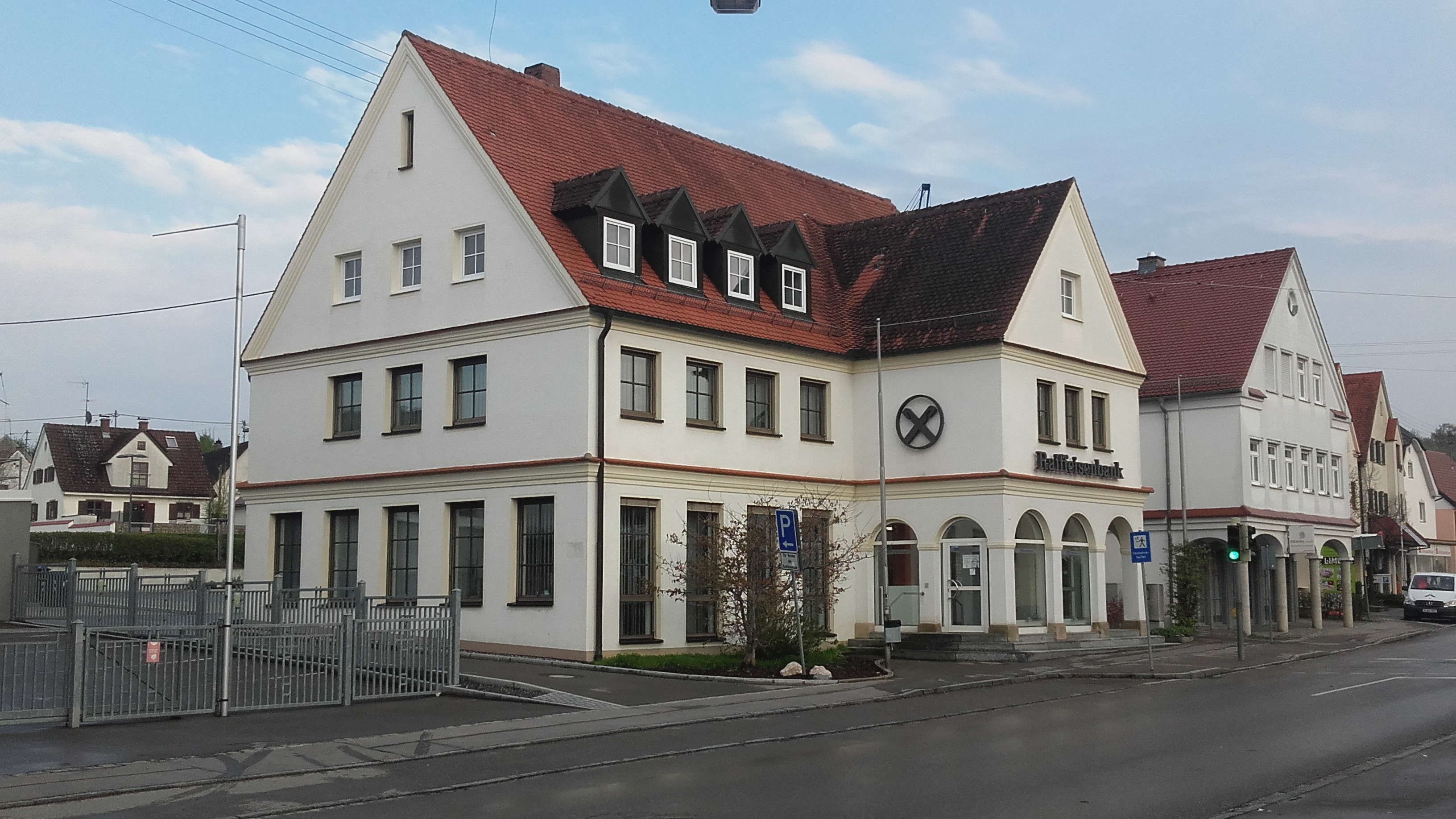
Geschäftsstelle Fischach (2021)

Im Jahre 1888 wurden die Spar- und Darlehenskassenvereine in Langenneufnach und Fischach im Beisein der örtlichen Pfarrer Sales Baur und Karl Bachmann gegründet. Weitere Details zur Geschichte der Raiffeisenbank Stauden eG siehe hier.
1961 fusionierte die Raiffeisenbank Langenneufnach eGmbH mit der Raiffeisenkasse Wollmetshofen eGmbH mit dem Sitz in Wollmetshofen. 1964 kam noch die Raiffeisenkasse Mickhausen eGmbH mit dem Sitz in Mickhausen hinzu. Im gleichen Jahr vereinigten sich die Raiffeisenbank Fischach eGmbH und die Raiffeisenkasse Willmatshofen eGmbH mit dem Sitz in Willmatshofen. Ein Jahr später folgte die Raiffeisenkasse Siegertshofen eGmbH mit dem Sitz in Siegertshofen und es entstand die Raiffeisenbank Fischach und Umgebung eGmbH. 
Auch in Mittelneufnach fusionierte im Jahr 1965 die Raiffeisenbank Mittelneufnach eGmbH mit der Raiffeisenkasse Scherstetten eGmbH mit dem Sitz in Scherstetten und der Raiffeisenkasse Könghausen eGmbH mit dem Sitz in Könghausen. Im Jahr 1967 fusionierte die Raiffeisenbank Mittelneufnach eGmbH mit der Raiffeisenkasse Reichertshofen eGmbH mit dem Sitz in Reichertshofen.
In den 1970er Jahren setzen sich die Fusionen fort. So schloss sich 1970 die Raiffeisenkasse Aretsried und Reitenbuch eGmbH mit dem Sitz in Aretsried der Raiffeisenbank Fischach und Umgebung eGmbH (der späteren Raiffeisenbank Fischach eG) an. 1976 ging die Raiffeisenbank Langenneufnach eG mit der Raiffeisenkasse Grimoldsried eG mit dem Sitz in Grimoldsried zusammen. 1979 folgte die Raiffeisenkasse Walkertshofen eG mit dem Sitz in Walkertshofen und die Firmierung änderte sich in Raiffeisenbank Stauden eG Langenneufnach. Im Jahr 1980 fusionierte die Raiffeisenbank Stauden eG Langenneufnach noch mit der Raiffeisenkasse Waldberg-Kreuzanger eG mit dem Sitz in Waldberg. Diese entstand im Jahr 1963 als Raiffeisenkasse Waldberg-Kreuzanger eGmbH durch die Fusion der Raiffeisenkasse Waldberg eGmbH mit der Raiffeisenkasse Kreuzanger eGmbH mit dem Sitz in Kreuzanger.
In den 1990er Jahren setzten sich die in den vorherigen Jahrzehnten durchgeführten Fusionen fort. So kam 1993 die Raiffeisenbank Mittelneufnach eG zur Raiffeisenbank Stauden eG Langenneufnach und 1999 folgte die Fusion der Raiffeisenbank Stauden eG Langenneufnach mit der Raiffeisenbank Fischach eG zur Raiffeisenbank Stauden eG.

## Rechtsverhältnisse
Die Raiffeisenbank Schwabmünchen-Stauden eG ist im Genossenschaftsregister beim Amtsgericht Augsburg unter GnR 1573 eingetragen.

## Organisationsstruktur
Rechtsgrundlagen sind das Genossenschaftsgesetz und die durch die Vertreterversammlung beschlossene Satzung. Organe der Bank sind der Vorstand, der Aufsichtsrat und die Vertreterversammlung.

## Sicherungseinrichtung
Die Raiffeisenbank Schwabmünchen-Stauden eG ist der amtlich anerkannten Sicherungseinrichtung des Bundesverbandes der Deutschen Volksbanken und Raiffeisenbanken GmbH und der zusätzlichen freiwilligen Sicherungseinrichtung des Bundesverbandes der Deutschen Volksbanken und Raiffeisenbanken e.V. angeschlossen.

## Geschäftsausrichtung
Die Raiffeisenbank Schwabmünchen-Stauden eG betreibt das Universalbankgeschäft. Neben dem klassischen Zahlungsverkehrs- sowie Kredit- und Einlagengeschäft arbeitet sie im Verbundgeschäft mit der DZ Bank, R+V Versicherung, DZ Privatbank, Bausparkasse Schwäbisch Hall, VR Smart Finanz, Münchener Hypothekenbank, Teambank, VR Leasing, DZ Hyp, Allianz Versicherung und der Union Investment zusammen.

## Geschäftsgebiet
Das Geschäftsgebiet liegt im Süden des Landkreises Augsburg und erstreckt sich mit einem Teil auf den südlichen Teil der Westlichen Wälder Augsburgs auch Staudenlandschaft genannt.
An diesen Orten betreibt die Bank Filialen:
- Schwabmünchen (Hauptstelle, jur. Sitz)
- Fischach (Geschäftsstelle)
- Untermeitingen (Geschäftsstelle)
- Lagerlechfeld (Geschäftsstelle)
- Kleinaitingen (Geschäftsstelle + 1 SB-Geschäftsstelle)
- Oberottmarshausen (Geschäftsstelle + 1 SB-Geschäftsstelle)
- Langenneufnach (Geschäftsstelle)
- Mickhausen (Geschäftsstelle)
- Mittelneufnach (Geschäftsstelle)
- Obermeitingen (SB-Geschäftsstelle)
- Schwabegg (SB-Geschäftsstelle)
- Walkertshofen (SB-Geschäftsstelle)